# Schizomeria clemensiae
Schizomeria clemensiae är en tvåhjärtbladig växtart som beskrevs av Perry. Schizomeria clemensiae ingår i släktet Schizomeria och familjen Cunoniaceae. Inga underarter finns listade i Catalogue of Life.